# 天志
天志，墨家思想之一，亦為《墨子》一書篇名之一。意思是「天」的意志主宰人倫社會的秩序、賞善罰惡。另有說法為天子代天行政，並藉由尚同的觀念推論出人民以天的意志而行事。

## 內容
- 在《墨子．天志上》中，墨子認為人只是知道不應得罪父母、君王，卻不知不應得罪於天，是只知小道理而不知大道理。墨子認為「天欲義而惡不義」、賞善罰惡，人不得不遵從天的意志。
- 於《墨子．天志中》，墨子舉出論證，論證遵從天的意志帶來的國富民強的理想形象，以及不遵從天志帶來的弊端，譬如以古代的暴君為例，進一步深化其論證。
- 於《墨子．天志下》，墨子把兼愛的思想連結到天志的思想，指天的意志是兼愛天下人，並呼籲君王遵從天的意志，兼愛天下人，方符合真正的仁義。

## 後人研究
- 中國學者季羨林於自選集《談國學》中評論墨子對天命和鬼神的看法，提到墨子在主張非命、尚力，人之富貴貧賤榮辱在力不在命的同時，卻強調天志、明鬼，天志論存在矛盾。
- 中國學者胡適認為天人感應理論是源自墨家中的「天志論」。[1]